# Boulevard of Broken Dreams
Singles de Green Day
American Idiot
(2004) Holiday
(2005)
Pistes de American Idiot
Holiday Are We the Waiting
Boulevard of Broken Dreams est une chanson du groupe punk rock américain Green Day, et le quatrième single extrait de leur septième album, American Idiot, paru en 2004. Elle reçoit le Grammy Award de l'enregistrement de l'année en 2006

## Genèse
Boulevard of Broken Dreams, une chanson plus calme et plus lente que les trois précédentes, poursuit l'album. Elle commence avec Armstrong chantant sur une guitare acoustique, et suit la même progression d'accords que le classique Wonderwall du groupe britannique Oasis, ce qui vaut à Green Day des critiques de la part du compositeur du groupe, Noel Gallagher. Jesus of Suburbia se rend à l'évidence que son sentiment de liberté est fini et qu'il doit faire face à la solitude, aux rues vides de la ville et à l'abandon. Son rêve de la ville avec ses néons et ses gratte-ciel s'effondre, et il finit par accepter dans Are We the Waiting qu'il doit passer outre sa frustration et cette vision pour être accepté par celle-ci.

## Caractéristiques artistiques

### Éditions
Le single est sorti en format CD sous deux versions différentes. Les chansons live ont été enregistrées le 21 septembre 2004 au Irving Plaza de New York.
Toutes les paroles sont écrites par Billie Joe Armstrong, toute la musique est composée par Green Day.
| 1. | Boulevard of Broken Dreams | 4:21 |
| 2. | Letterbomb (live)          | 3:58 |

| 1. | Boulevard of Broken Dreams | 4:21 |
| 2. | American Idiot (live)      | 4:12 |
| 3. | She's a Rebel (live)       | 2:03 |

| A. | Boulevard of Broken Dreams | 4:21 |
| B. | Letterbomb (live)          | 3:58 |

|  | Boulevard of Broken Dreams (Version album)    | 4:21 |
|  | Boulevard of Broken Dreams (Version censurée) | 4:21 |

## Clip vidéo
Le clip de Boulevard of Broken Dreams, réalisé par Samuel Bayer, montre les membres du groupe dans le désert après que leur voiture soit tombée en panne, où ils commencent à descendre une route poussiéreuse. Les scènes sont entrecoupées de séquences filmés dans des lieux esseulés des environs de Los Angeles. La vidéo montre aussi des images du groupe en train de jouer dans un entrepôt abandonné.
Les clips de Holiday et de Boulevard of Broken Dreams se suivent ; le clip de Boulevard of Broken Dreams reprend là où celui de Holiday s'arrête, les dernières secondes de Holiday étant audibles au début de Boulevard of Broken Dreams alors que les membres du groupe descendent de la décapotable tombée en panne.

## Classements
| Classement (2004-2005)             | Meilleure position |
| ---------------------------------- | ------------------ |
| Allemagne (Media Control AG)       | 13                 |
| Australie (ARIA)                   | 5                  |
| Autriche (Ö3 Austria Top 40)       | 8                  |
| Danemark (Tracklisten)             | 8                  |
| États-Unis (Adult Top 40)          | 1                  |
| États-Unis (Alternative Songs)     | 1                  |
| États-Unis (Hot 100)               | 2                  |
| États-Unis (Mainstream Rock)       | 1                  |
| États-Unis (Top 40 Mainstream)     | 1                  |
| Finlande (Suomen virallinen lista) | 16                 |
| France (SNEP)                      | 19                 |
| Nouvelle-Zélande (RMNZ)            | 5                  |
| Norvège (VG-lista)                 | 4                  |
| Pays-Bas (Single Top 100)          | 25                 |
| Royaume-Uni (UK Singles Chart)     | 5                  |
| Royaume-Uni (UK Rock Chart)        | 1                  |
| Suède (Sverigetopplistan)          | 2                  |
| Suisse (Schweizer Hitparade)       | 12                 |

## Certifications
| Pays                  | Certification | Unités certifiées |
| --------------------- | ------------- | ----------------- |
| Allemagne (BVMI)      | Or            | 150 000           |
| Australie (ARIA)      | Platine       | 70 000            |
| Canada (Music Canada) | Platine       | 80 000            |
| Danemark (IFPI)       | Platine       | 90 000            |
| États-Unis (RIAA)     | Or            | 500 000           |
| Italie (FIMI)         | Platine       | 50 000            |
| Royaume-Uni (BPI)     | Platine       | 600 000           |